# Horka nad Moravou
Horka nad Moravou è un comune della Repubblica Ceca facente parte del distretto di Olomouc, nella regione di Olomouc.